# Département de Guinguinéo
Le département de Guinguinéo est l'un des 46 départements du Sénégal et l'un des 3 départements de la région de Kaolack.
Il a été créé par un décret du 10 juillet 2008.

## Situation
Le département est situé au nord-est de la région de Kaolack, il est limitrophe de 4 départements.
|         | Gossas     |           |
| Kaolack | Guinguinéo | Kaffrine  |
|         | Kaolack    | Birkelane |

## Subdivisions
Son chef-lieu est Guinguinéo. Les autres communes du département sont Fass, créée en 2011 et Mboss, créée en 2011.
Les arrondissements sont :
- Arrondissement de Mbadakhoune
- Arrondissement de Nguélou, créé en 2008

## Communes
Le département compte 12 communes dont 9 anciennes communautés rurales :
- Guinguinéo
- Fass
- Mboss
- Communauté rurale de Dara Mboss
- Communauté rurale de Khelcom Birane
- Communauté rurale de Mbadakhoune
- Communauté rurale de Ndiago
- Communauté rurale de Gagnick
- Communauté rurale de Ngathie Naoudé
- Communauté rurale de Nguélou
- Communauté rurale de Ourour
- Communauté rurale de Panal Wolof

## Population
La population du département est estimée à 160 483 habitants en 2023.